# Inegocia ochiaii
Inegocia ochiaii är en fiskart som beskrevs av Imamura 2010. Inegocia ochiaii ingår i släktet Inegocia och familjen Platycephalidae. Inga underarter finns listade i Catalogue of Life.